# Het glujende peerd
Het glujende peerd of Het gluujende peerd (Achterhoeks voor het gloeiende paard) is een sage over een vurig spookpaard, die zich afspeelt in Terborg in de Achterhoek.
Waar het volksverhaal over dit paard vandaan komt, is niet bekend en zoals vaak bij sagen zijn er meerdere versies. Het verhaal speelt zich af in Terborg en op de Paasberg, een natuurgebied aan de rand van Terborg (deze Paasberg is een hoge rivierduin). Tot 1921 stond er een molen boven op de Paasberg.

## Versie 1
De molenaar van Terborg had een paard en dat paard had het vanaf het begin hoog in de kop. Als veulen al at het geen gras maar madeliefjes en haver. Toen het groter was trippelde het en draaide met z'n achterste. De andere paarden schoten ervan in de lach. Het paard dacht later een rijpaard te worden of een draaimolenpaard, het meest deftige dat je als paard kon worden in die tijd. Het leven besliste anders.
Op een dag werd het voor de wagen van de molenaar gespannen en moest het zakken meel vervoeren, de Paasberg op. Het paard verzette zich en begon te draven en te galopperen. De molenaar op de bok rookte zijn pijp en kon niet voorkomen dat vonken uit de pijp in de meelzakken terechtkwamen. De zakken begonnen te branden en de molenaar sprong van de bok. Het paard draafde door en kon zich niet van zijn last bevrijden.
Het dier stortte in een diep ravijn en sloeg daarbij net zo lang met zijn poten op de grond totdat het met het hele lijf in de zanderige bodem van de Paasberg was verdwenen. De volgende dag troffen de mensen slechts het gloeiende geraamte van het paard aan, uit de oogkassen kwam rood licht en van de ribben straalde een groene gloed.
Het paard, waar zo overduidelijk de duivel was ingevaren, moest begraven worden zo oordeelden de Terborgenaren en gooiden karren vol zand op het dier, zodat het ravijn werd gedicht. Daarmee was nog niet alles afgelopen, op de plaats waar het paard ligt is alles dor. Niets wil er groeien en zet je er een plantje neer dan verschroeit het waar je bij staat.

## Versie 2
Omstreeks de 2e helft van de 14e eeuw bestond Terborg uit niet meer dan enkele eenvoudige huisjes. Deze huisjes werden vooral bewoond door horigen van Kasteel Wisch. Dit kasteel werd bewoond door Hendrik van Wisch, bezitter van Terborg en van uitgestrekte landerijen. Hendrik van Wisch was een zeer krijgszuchtig heer en een zeer bekwaam ruiter.
Hendrik wist een vurig jong paard te bemachtigen. Het paard was echter nog niet getemd. Ondanks de waarschuwingen wierp hij zich op een morgen op het paard en rende de laan af. Halverwege de laan wist het paard hem af te werpen. Een zoektocht werd gestart en het paard werd herhaaldelijk gezien maar niet gevangen.
Op het nacht liep Berend (een arbeider op kasteel Wisch) in enigszins benevelde toestand via de Paasberg naar huis. Plotseling zag hij boven op de Paasberg het paard. Het dier glansde in het maanlicht en in de vrieslucht was zijn adem zichtbaar. Het paard leek inwendig te gloeien. Plotseling was het paard verdwenen. Bevend rende hij naar de woning van Derk. Het paard moest zijn schuilplaats in de Paasberg hebben.
Ieder jaar in de nacht voor Pasen komt het dier uit de berg tevoorschijn en doet een sprong in de richting van de molen die destijds op de Paasberg stond.

## Versie 3
Op de Paasberg bij Huis Wisch, waar volgens overlevering een heidense offerplaats was, is altijd minstens één dorre plek. Daar spookt het glujende Peerd, wiens hoeven het gras op die plek gezengd hebben. Eens is er op de berg de houten molen ingestort, doordat het paard er in het donker tegen aangelopen is. 't Is een lelijk ding met dat paard, want het nadert elk jaar meer en meer Terborg, en als het de eerste huizen bereikt heeft, gaat het dorp in vlammen op. 

## Voorspelling
Volgens verschillende versies van de sage zou op een kwade dag de molen van Terborg door toedoen van het glujende peerd in vlammen opgaan.

## Gedicht
Tot de jaren 1990 hing er aan de gevel van een pand in de Hoofdstraat van Terborg een beeld van een roodkleurig paard met een bord met een gedicht over het glujende peerd:
Het trotse paard, dromend van roem en eer
Ging briesend en brandend met zijn vracht teneer.
Het verdween in den berg, belust op wraak.
De molen moest branden dat was zijn taak
Flitsend vlogen de vlammende wieken in het rond.
De ramp was geschied, slechts as op de grond
Moedige burgers verjaagden het beest van hun 'huus en heerd'.
Zo verhaalt de sage van het gluujende peerd.

## Ouderdom en herkomst
Er is wel geopperd dat de oorsprong van het dier zou teruggaan op de Wilde Jacht uit de Germaanse mythologie, maar deze bewering is puur speculatief en kan niet wetenschappelijk worden onderbouwd. Hetzelfde geldt voor de veronderstelling dat het volksverhaal te maken zou hebben met het oude gebruik om de terugkeer van het licht en de lente te vieren met een groot vuur op de Paasberg. Wel vaker wordt getracht om een mythische, heidense en Germaanse herkomst in volksverhalen te traceren. Over deze heidense periode is in Nederland echter niets overgeleverd, en vele sagen zijn in feite niet ouder dan de 19e of 20e eeuw.
In een van de versies wordt gesproken over Hendrik van Wisch. Er zijn drie historische figuren met deze naam die het slot in Terborg hebben bewoond, tussen de 14e en de 16e eeuw. De sage zou naar een van hen kunnen verwijzen. Het gaat om:
- Hendrik I van Wisch (gest. 1331) (voerde wapen van Wisch in)
- Hendrik II van Wisch (gest. ca. 1387)
- Hendrik III van Wisch (gest. 1448) (verleende met Dirk IV stadsrechten aan Terborg)

Mogelijk is de naam van deze Hendrik pas later aan de sage is gekoppeld, om het verhaal meer waarheidsgehalte te geven.

## Culturele doorwerking
Rond 1923 maakte de smid Derk Wormmeester een levensgroot exemplaar van het glujende peerd. In het inwendige van het paard was een elektrische installatie aangebracht, die een rode gloed teweegbracht. Ook kwam er rook uit de neusgaten van het paard.
Tijdens het 3e lustrum (1986) van het Isala College, de scholengemeenschap in Silvolde die aan de rand van de Paasberg is gelegen, werd er een groot openluchtspel opgevoerd met de titel Het gluujende peerd. In dit historische kostuumdrama over de heren van Wisch en Bergh en de verboden liefde tussen een zoon van Wisch en de molenaarsdochter, speelden verschillende elementen van de sage een rol en ging de molen van Terborg uiteindelijk in vlammen op.
In 2010 werd het Gluujende Peerd opgericht, een groep die activiteiten organiseert in Terborg. Hun eerste project was een openluchtspel, getiteld Het gluujende peerd, dat aan de voet van de Paasberg werd opgevoerd (2012). Zij organiseren verder de WischKwisch (dorpskwis) en het moordspel Project M.